# Église Saint-Martin-de-Tours de Chenu
L'église Saint-Martin est une église située à Chenu, dans le département français de la Sarthe.

## Historique
L'édifice est classé au titre des monuments historiques le 22 février 1963.

## Description
Les murs de la nef datent de l'époque romane. Le chœur, entièrement reconstruit aux XVe et XVIe siècles, est couvert de voûtes Plantagenêt. 